# Grof hoornblad
Grof hoornblad (Ceratophyllum demersum) is een overblijvende, ondergedoken waterplant die behoort tot de hoornbladfamilie (Ceratophyllaceae). Het is een plant, die in Nederland en België inheems is. De plant komt voor in Europa, Noord-Azië en Noord-Amerika. Grof hoornblad onderscheidt zich van fijn hoornblad (Ceratophyllum submersum) door de donkergroene bladeren.
Het is een zeer snelle groeier (tot 10 cm per dag) en neemt daarom zeer veel voedingsstoffen uit het water op. De plant wordt toegepast als achtergrondplant in het aquarium. Ook in de vijver doet de plant het uitstekend. De plant voelt hard aan en breekt gemakkelijk. De plant vangt gemakkelijk zweefvuil op. Er moet dus gezorgd worden voor helder water. De vermeerdering is zeer eenvoudig door zijscheuten.
De donkergroene plant wordt 60-90 cm lang en vormt geen wortels. De 0,6-3 cm lange bladeren zijn een- tot tweevoudig gaffelvormig gedeeld en hebben twee tot vier lintvormige, meestal stijve, dicht stekelig getande slippen.
In de herfst worden overwinteringsknoppen (turionen) gevormd, die van de moederplant loslaten en naar de bodem zinken. In het voorjaar stijgen ze weer naar de oppervlakte en ontwikkelen zicht tot nieuwe planten.
Grof hoornblad bloeit onderwater van juli tot de herfst. Zowel de vrouwelijke als mannelijke bloemen hebben geen kelk- en kroonbladen. De bloem wordt omgeven door groene schutbladen. De bestuiving vindt onder water plaats.
De olijfgroene, 4-6 mm lange vrucht is een nootje en heeft aan de voet twee of drie gekromde stekels. Het doornvormige overblijfsel van de stijl is even lang of langer dan de vrucht. De deels kleverige vrucht wordt door het water of door watervogels verspreid.
Grof hoornblad zweeft in zonnig tot licht beschaduwd, ondiep tot vrij diep, stilstaand of zwak stromend, zoet of zwak brak, voedselrijk en hard water boven een modderbodem. Ze groeit in vijvers en poelen, in langzaam stromende beken en riviertjes, in sloten met zoet of zwak brak water en in kanalen. Verder in luwe bochten en inhammen van laagveenplassen en soms in het winterbed van de grote rivieren. Het is een kosmopoliet en Nederland valt geheel binnen het Europese deel van het areaal. De plant is algemeen in het rivierengebied, in Noord- en Zuid-Holland en Friesland en vrij algemeen in de Hollandse duinen, elders is ze vrij zeldzaam. De levenswijze van onze beide soorten is geheel vergelijkbaar evenals de vegetatieve en generatieve verspreiding.

## Namen in andere talen
De namen in andere talen kunnen vaak eenvoudig worden opgezocht met de interwiki-links.
- Duits: Rauhes Hornblatt
- Engels: Common Hornwort, Coontail
- Frans: Cornifle nageante, Ceratophylle émergé, Cornifle émergé

|  |  |